# 漢密爾頓 (印地安納州聖約瑟夫縣)
漢密爾頓（英語：Hamilton）是位於美國印地安納州聖約瑟夫縣的一個非建制地區。

## 地理
漢密爾頓所處的海拔為高於海平面231米（即758英呎），而該地所採用的時區為UTC-5，即北美東部時區（EST）。同時該地設有夏令時間，為UTC-5調快一小時，即UTC-4（EDT）。